# Sam & Max Hit the Road
Sam and Max Hit the Road ist ein 1993 von LucasArts entwickeltes und herausgegebenes Point-and-Click-Adventure, das auf den Comicfiguren Sam & Max von Steve Purcell basiert.

## Handlung
Die Handlung des Spieles führt die beiden vom Spieler zu steuernden Hauptfiguren Sam, einen anthropomorphen Hund, und Max, einen psychopathischen und angriffslustigen weißen Hasen, auf der Suche nach einem verschwundenen Bigfoot durch ein von Kitsch und Absurditäten durchzogenes Amerika. Bei der erzählten Geschichte handelt es sich um eine Groteske.
Neben den für ein Adventure von LucasArts bekannten witzigen Aufgaben, deren Lösung durch die Kombination der unterschiedlichsten Gegenstände möglich wird, sind auch verschiedene Minispiele im Spiel selbst integriert (Schiffe versenken usw.).

## Spielprinzip und Technik
Bei diesem Spiel änderte LucasArts erstmals die seit Maniac Mansion bewährte Benutzerführung und verzichtete auf die permanente Anzeige der Aktionsverben und des Inventars. Stattdessen wurde der Bildschirm vollständig für die Spielegrafik genutzt. Die möglichen Aktionen konnten durch die rechte Maustaste gewählt werden. Das Inventar wurde in einen eigenen Bildschirm ausgelagert. Auch das Dialogsystem wurde verändert, sodass nicht mehr vorgefertigte Sätze gewählt werden konnten, sondern anhand von Icons nur der Charakter der nächsten Aussage (Frage, Aussage, …) bestimmt werden konnte.
Sam & Max Hit the Road erschien 1993 für DOS- und Macintosh-Rechner. Es war das letzte LucasArts-Spiel, das auch in einer Diskettenversion ausgeliefert wurde. Für beide Systeme wurde parallel zur Diskettenversion eine CD-ROM-Version mit vollständiger Sprachausgabe veröffentlicht. Technisch basiert die Diskettenversion des Titels auf Version 6, die CD-Version auf Version 7 der LucasArts-eigenen SCUMM-Engine.

## Produktionsnotizen
Da der Autor der Figuren auch bei anderen Spielen von LucasArts als Grafiker mitwirkte, treten Sam und Max immer wieder als Running Gag in Erscheinung. Im ersten Teil von Monkey Island sind Sam und Max als Idole vor dem heiligen Affenkopf auf Monkey Island zu sehen. Im Kostümverleih auf Booty Island in Monkey Island 2 gibt es Kostüme von Sam und Max. Außerdem gibt es im Büro von Indiana Jones in Indiana Jones and the Last Crusade eine Statue von Sam und Max. Im Haus der Vergangenheit in Day of the Tentacle hängt ein Bild von Max.
Nach Sam & Max Hit the Road wurden die Protagonisten auch in weiteren Spielen von LucasArts eingebaut. Im dritten Teil der Monkey-Island-Saga wird der Kopf von Max durch Scheinwerfer im Theater auf Plunder Island auf die Bühne projiziert und im Vergnügungspark auf Monkey Island sieht man im Hintergrund die Attraktionen aus dem Zirkus bei Sam & Max. In Outlaws (LucasArts, 1997) taucht Max in einem geheimen Raum im Historien-Modus auf. In Star Wars: Dark Forces besitzt eine Bonus-Höhle den Umriss von Max’ Kopf; in Star Wars Jedi Knight: Dark Forces II findet man Max (bewaffnet mit einer Laserpistole) in einem kleinen Haus sowie am Ende des Tankstutzens eines abfliegenden Schiffs (zumindest in der Demo zu diesem Spiel).

### Nachfolger
LucasArts gab im August 2002 die Entwicklung eines Nachfolgers mit dem Titel Sam & Max Freelance Police bekannt. Nachdem auf diversen Spielemessen bereits Grafiken und Trailer gezeigt worden waren, wurde am 3. März 2004 der Abbruch des Projektes bekannt gegeben. LucasArts gab nach offizieller Darstellung an, keinen Markt für Adventures zu sehen. Man wolle sich auf die Vermarktung von Star-Wars-Spielen konzentrieren. Die bis dahin mit der Entwicklung des Spiels betrauten Entwickler gründeten daraufhin die Firma Telltale Games.
Nachdem Onlinepetitionen gegen die Einstellung der Entwicklung erfolglos geblieben waren, verlor LucasArts im Mai 2005 die Rechte an der Nutzung der Sam-&-Max-Figuren. Ab September 2005 arbeiteten Steve Purcell und die Firma Telltale Games an einem neuen, vom ursprünglichen Projekt unabhängigen Nachfolger. Seit Herbst 2006 veröffentlichte Telltale Games nach und nach die sechs ursprünglich geplanten Episoden. In dieser ersten Staffel wurden die Folgen mit den Titeln Culture Shock, Situation: Comedy, The Mole, The Mob and The Meatball, Abe Lincoln Must Die! und Reality 2.0 ausschließlich zum Download angeboten. Die finale Episode Bright Side of the Moon ist im Mai 2007 für Käufer der gesamten ersten Staffel erschienen. Im September 2007 wurde eine komplett eingedeutschte Version aller sechs Teile als Komplettpaket unter dem Namen Sam & Max: Season One von Jowood veröffentlicht. 2007 erschien eine fünf Episoden umfassende zweite Staffel Sam & Max: Season Two, 2010 erschien die dritte Staffel Sam & Max: Im Theater des Teufels, welche ebenfalls fünf Episoden umfasst.

## Rezeption
Sam & Max Hit the Road erhielt fast ausschließlich positive Bewertungen. Die Rezensionsdatenbank GameRankings aggregiert 6 Rezensionen zu einem Mittelwert von 84 %. Die Zeitschrift Power Play verlieh dem Spiel die Auszeichnung Besonders empfehlenswert.
Das Fachmagazin Adventure-Treff lobte den „pechschwarzen“ Humor. Die simple Story diene lediglich als Vehikel, um „skurille Personen, seltsame Orte, beißenden Wortwitz und sarkastische Anspielungen im Spiel unterzubringen“. Das Magazin kritisierte die „ein wenig nervige“ Steuerung.

## Synchronisation
Die Synchronisation wurde im Auftrag der Firma Softgold im G+G Tonstudio in Kaarst durchgeführt. Die Projektleitung übernahm Thomas Brockhage zusammen mit Nils Bote und Thomas Buchhorn als Übersetzer.
| Englischer Sprecher | Deutscher Sprecher  | Rolle                      |
| ------------------- | ------------------- | -------------------------- |
| Bill Farmer         | Hans-Gerd Kilbinger | Sam (CD-Version)           |
| Bill Farmer         | Hans-Gerd Kilbinger | Snuckey-Verkäufer          |
| Bill Farmer         | Frank Gazon         | Sam (Disketten-Version)    |
| Nick Jameson        | Sandra Schwittau    | Max (CD-Version)           |
| Nick Jameson        | Guido Alt           | Max (Disketten-Version)    |
| Tony Pope           | Bernd Heuckendorf   | Verrückter Wissenschaftler |
| Tony Pope           | Hans-Gerd Kilbinger | Löffelverbieger            |
| Tony Pope           | Renier Baaken       | Conroy Bumpus              |
| Denny Delk          | Renier Baaken       | Shep Kushman               |
| Denny Delk          | Renier Baaken       | Burl Kushman               |
| Denny Delk          | Renier Baaken       | Lee-Harvey                 |
| Beth Wernick        | Kristin Dodt        | Entführungsopfer           |

Weitere Englische Sprecher: Marsha Clark, Jean-Claude Donda und Irwin Keyes.
Weitere Deutsche Sprecher: Peter Harting, Danielle Dutombe, Jürgen Kramer, Ulrike Hötzel und Bernd Janssen.